# Junonia adulatrix
Junonia adulatrix is een vlinder uit de familie Nymphalidae. De wetenschappelijke naam van deze soort werd voor het eerst voorgesteld als Precis adulatrix door Hans Fruhstorfer in een publicatie uit 1902. De vlinder werd verzameld op het Indonesisch eiland Soemba.